# 玛尔塔·乌尔班诺娃
玛尔塔·乌尔班诺娃（捷克語：Marta Urbanová，1960年10月14日—），捷克女子曲棍球运动员。她曾代表捷克斯洛伐克国家队参加1980年夏季奥林匹克运动会曲棍球比赛，获得一枚银牌。